# Sphagnum contortum
Sphagnum contortum là một loài rêu trong họ Sphagnaceae. Loài này được Schultz mô tả khoa học đầu tiên năm 1819.

## Hình ảnh

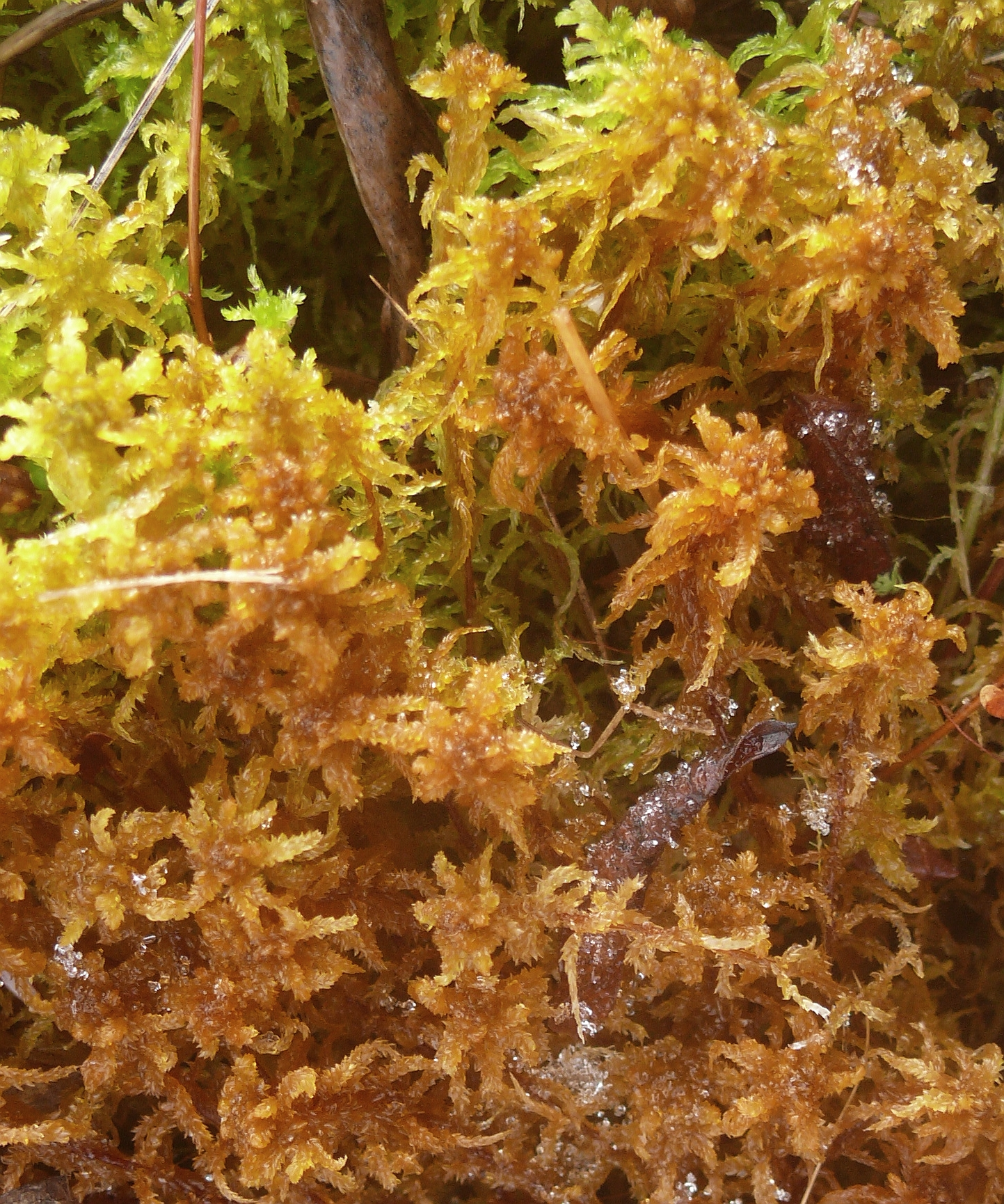
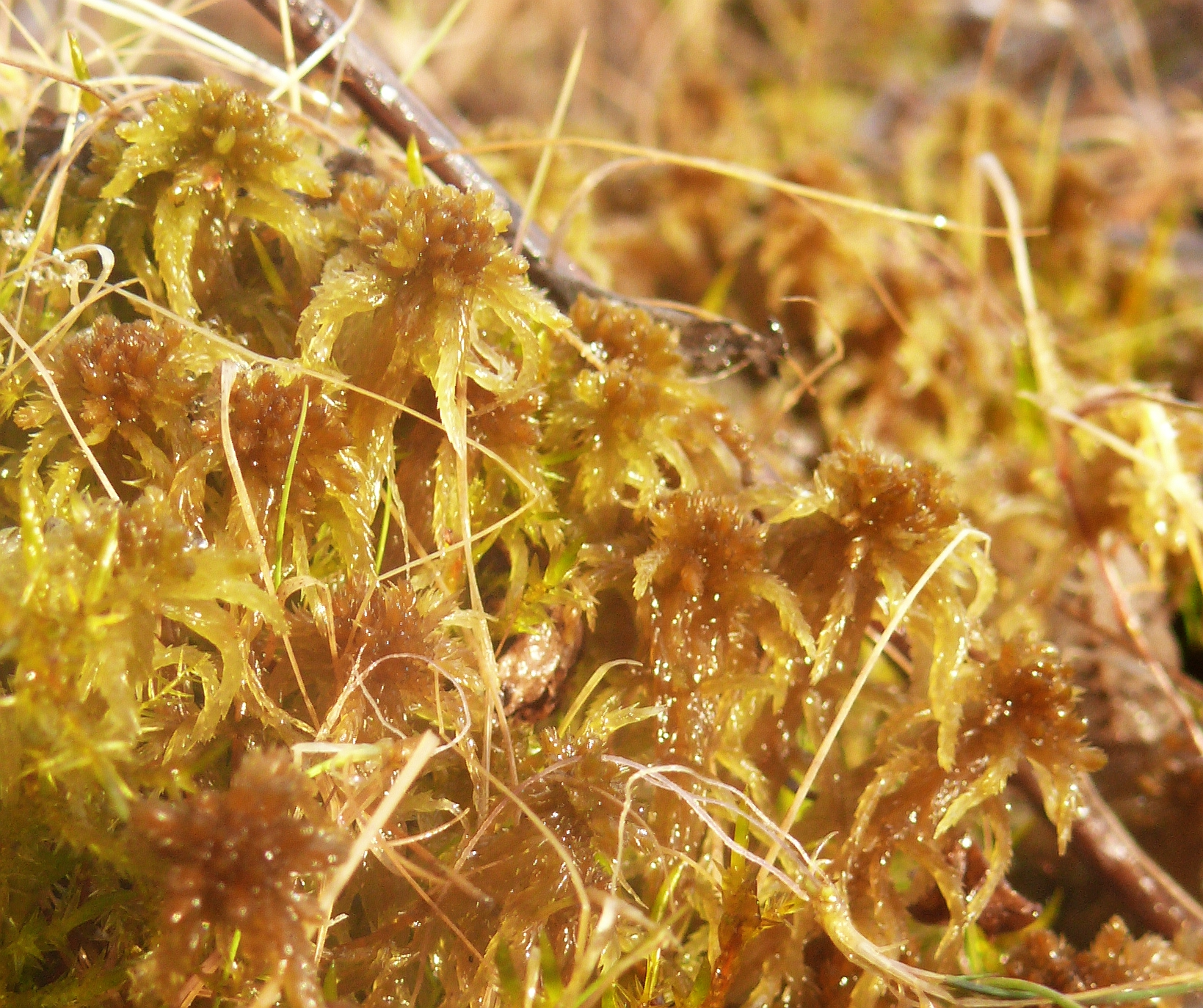